# Soupe majorquine

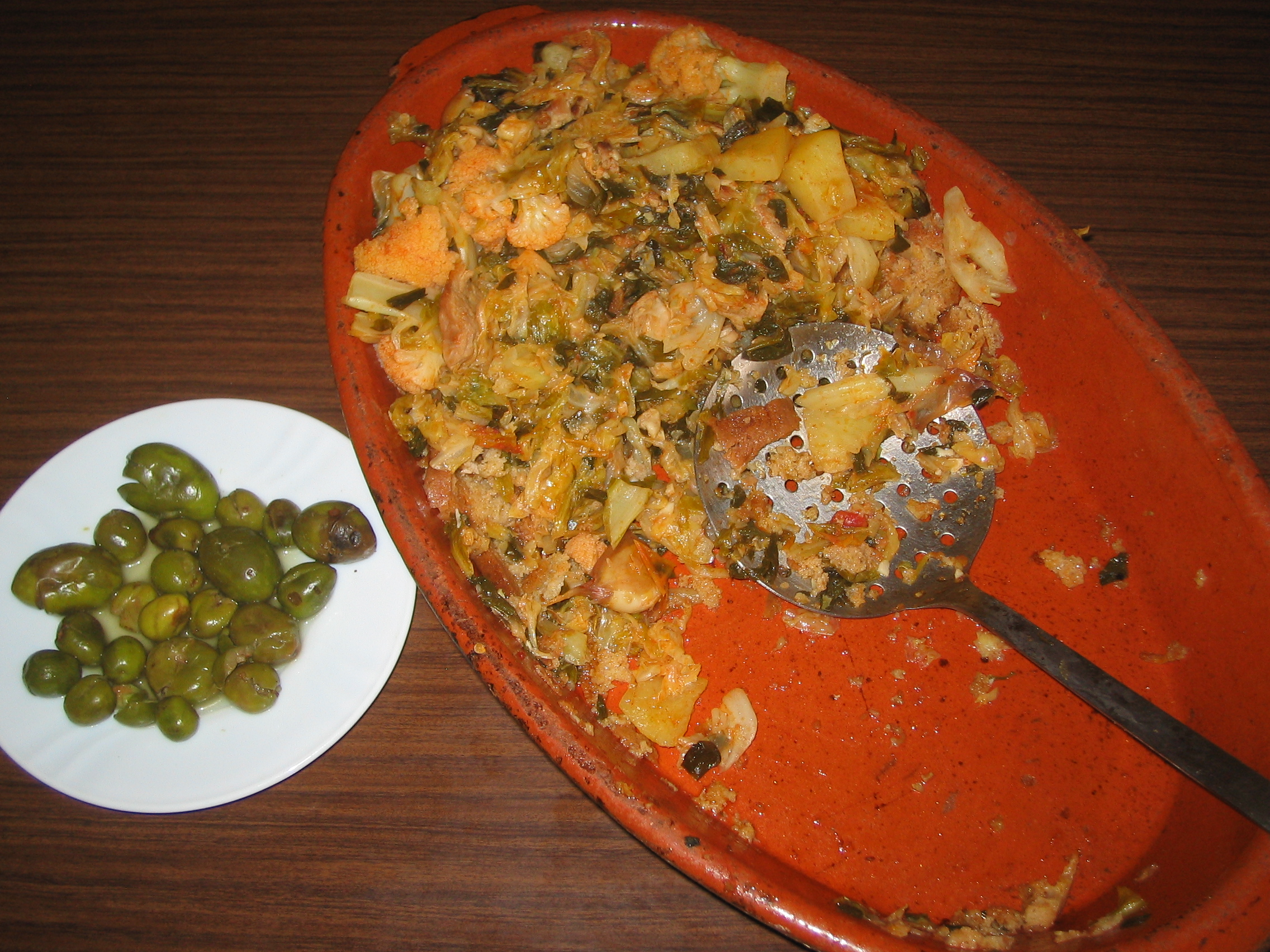
Soupe majorquine.

La soupe majorquine, ou sope mallorquine, est un plat central de la gastronomie de l'île de Majorque, dont la capitale est Palma. Rustique et paysan, mélangé, il est à l'image de cette île et de son histoire.
Ce plat apparaît au Moyen Âge,. Son origine est paysanne, sans doute des villages de la montagne majorquine (Serra de Tramuntana). Selon une source, il aurait été préparé sans porc par les Chuetas, ces descendants des Juifs convertis par l'Inquisition, habitant l'île depuis des siècles, pour se répandre ensuite parmi le reste de la population majorquine.
La soupe majorquine se consomme principalement l'hiver et se trouve assez communément dans les restaurants de villages offrant les plats insulaires, ou cellers.
La sope mallorquine est présentée dans un plat traditionnel de terre cuite. Elle a un aspect solide qui l'apparente plutôt à une potée de légumes cuits à l'étouffée.

## Ingrédients
Le produit de base de la soupe majorquine est un ensemble de fines tranches de pain, les sopes, qui donnent son nom au plat.
Le pain traditionnel majorquin est un pain de farine de blé noir, le pa moreno. Devenu sec, ce pain est coupé en fines tranches et vendu dans les boulangeries ou dans les grandes surfaces, en sachets conservés au frais.
Il n'existe guère d'équivalent ailleurs. Un pain de seigle ou de blé noir, sec, coupé finement à l'aide d'un couteau à jambon, par exemple, peut faire l'affaire.
La base de préparation de légumes comporte :
- du chou ,
- du chou-fleur,
- des tomates,
- des oignons,
- de l'ail,
- et du persil.

Auxquels il est possible d'ajouter, selon la cueillette au bord du chemin ou l'arrivage du marché :
- des asperges vertes,
- des feuilles d'épinards frais,
- des artichauts,
- des petits pois,
- des poireaux.

La base de viande est souvent composée de :
- viande maigre de porc,
- d'une saucisse locale, telle que le boudin épicé botifaro (boutifaron) ou le camaiot.

Ces charcuteries majorquines étant difficiles à trouver ailleurs qu'à Majorque, une saucisse de pays, au couteau, peut offrir un substitut convenable.

## Préparation
Le point de départ et la clé du plat résident dans la préparation initiale de tomates, d'oignons, d'huile et d'assaisonnement.
L'ail est donc frit lentement dans l'huile d'olive, puis est réservé. Cette huile permet d'abord de faire frire la viande prévue (en option), également réservée. La même huile accueille alors les tomates, broyées et écrasées (sans leur pédoncule) avec l'oignon, durant une dizaine de minutes.
Cette base forme une pulpe épaisse. Elle sera assaisonnée de sel, de poivre et de paprika doux. Ensuite, cette préparation est allongée d'eau, en abondance, dans une grande marmite. Les légumes longs à cuire, principalement le chou et le chou-fleur sont ajoutés, avec la viande. L'ensemble bout aussi longtemps que nécessaire, en général, une bonne heure.
Vingt minutes avant la fin de cuisson, ajouter les légumes qui cuisent rapidement, s'il y en a : asperges vertes et feuilles d'épinards, par exemple.
Les fines tranches de pain noir sec viennent alors garnir le fond du plat en terre cuite, pour être recouvertes par la préparation de légumes et de viande. Un peu de bouillon est ajouté sur le pain et le tout passe quelques minutes au four : la surface du plat sèche et grille un peu, tandis que les sopes chauffent et absorbent le bouillon.
Ce plat typique est empli de saveurs et apporte une grande convivialité.

« Existe-t-il une cuisine et une pâtisserie typiquement majorquine ? La grande cuisine, comme la haute couture, est universelle par ses enjolivures à la française, mais les plats populaires présentent des caractères bien à eux. Citons en premier lieu les soupes majorquines. C'est un plat amusant et primitif, dans la préparation duquel l'intuition joue un rôle primordial. Il ne répond pas à des recettes bien fixes. Le bouillon se prépare uniquement avec des légumes qui varient selon la saison. Il en résulte que certaines espèces ne se marient pas bien avec d'autres. Lesquelles ? On dit à Majorque que les meilleurs cuisiniers n'en savent rien. Les femmes de la campagne, par contre, le savent. Bref, les soupes majorquines sont délicieuses ou ne le sont pas, selon la main qui les prépare. Ce n'est pas un plat à demander dans un bon restaurant, mais plutôt dans une vieille auberge de montagne ou dans un bistrot de la côte. »

— Llorenç Villalonga, Majorque, 1960.